# Mariusz Drapikowski
Mariusz Drapikowski (ur. 5 sierpnia 1960 w Dzierżoniowie) – gdański artysta specjalizujący się w złotnictwie, bursztynnik, twórca sztuki sakralnej.

## Życiorys
Mariusz Drapikowski w 1983 ukończył z wyróżnieniem studia rzeźbiarskie w ASP w Łodzi, pod kierunkiem prof. Andrzeja Szadkowskiego. Mieszka i tworzy od 1984 w Gdańsku. Razem z synem Kamilem (ur. 1983) prowadzą pracownię jubilersko-bursztyniarską „Drapikowski Studio”. Jego prace wystawiane są w Muzeach Watykańskich, Muzeum Sztuki w Rydze, Muzeum Zamkowym w Malborku oraz w gdańskim Muzeum Bursztynu.
Za swoją działalność artystyczną został odznaczony Srebrnym Krzyżem Zasługi (2000), złotym medalem „Primatiali Nomismate Aureo” prymasa Polski, Medalem 1000-lecia miasta Gdańska, Krzyżem Komandorskim Orderu św. Stanisława z Gwiazdą, medalami Wojewody Pomorskiego i Mazowieckiego za wkład w rozwój rzemiosła artystycznego oraz otrzymał nagrodę im. św. Brata Alberta, w 1999 tytuł Bursztynnika Roku, w 2008 odznaczenie „Pro Ecclesia et Populo”, w 2010 uhonorowany Medalem Księcia Mściwoja II.
W 2011 przyjęty do Zakonu Rycerskiego Grobu Bożego w Jerozolimie. W październiku 2014 otrzymał tytuł Honorowego Obywatela Dzierżoniowa.
Mąż Grażyny Anny, lekarki-anestezjolożki, ojciec dwóch synów.

## Znane dzieła
- Gwiazda Kazachstanu – Ołtarz Miłosierdzia w Narodowym Sanktuarium Matki Bożej Królowej Pokoju w Oziornoje[8][9][10]
- Tryptyk Jerozolimski w Grocie Mlecznej[11]
- Bursztynowo-brylantowa Sukienka Zawierzenia do Cudownego Obrazu Matki Boskiej Częstochowskiej[12]
- Monstrancja Różańcowa do Kaplicy NMP na Jasnej Górze
- Monstrancja z bazyliki św. Brygidy w Gdańsku (2000)[13][14]
- Bursztynowy pastorał prymasa Polski
- Pastorał biskupa Jareckiego
- Wielki bursztynowy ołtarz główny w bazylice św. Brygidy w Gdańsku (od 2000) – główny wykonawca elementów bursztynowych i współprojektant całości[15][14]
- Monstrancja Jubileuszowa z Kościoła Ofiarowania Pańskiego w Warszawie
- Tabernakulum Ołtarza Jasnogórskiego
- Ołtarz adoracji Najświętszego Sakramentu oraz relikwiarz św. Jana Pawła II w kościele Chrystusa Króla w Dzierżoniowie[3]
- Sukienka srebrno-bursztynowa do kopii Obrazu Matki Boskiej Gietrzwałdzkiej
- Sukienka do kopii Obrazu Matki Boskiej Ostrobramskiej – kościół pod wezwaniem Miłosierdzia Bożego w Łodzi
- Tabernakulum w Katedrze Oliwskiej
- Szata obrazu Matki Bożej Różanostockiej (2021 – Drapikowski Studio)[16]